# Защитенский сельсовет
Защи́тенский сельсове́т — сельское поселение в Щигровском районе Курской области. 
Административный центр — село Защитное.

## География
Большинство населённых пунктов Защитенского сельсовета расположены у истока реки Озёренки, притока Рати, деревня Васильково и хутор Мещерские дворы находятся на некотором отдалении от остальных поселений и прилегают к трассе А144.

## История
В июне 1954 года в состав Защитенского сельсовета были включены населённые пункты упразднённого Вышнеозёрского сельсовета.
В марте 1964 года Защитенский сельсовет был передан в состав вновь образованного Тимского района, но уже в январе 1965 был возвращён в Щигровский район.
26 октября 1965 года были исключены из учётных документов фактически переставшие существовать хутора Васильково и Беседин Защитенского сельсовета. Так же в Защитенском сельсовете были объединены село Вышняя Озёрна, деревня Рышковка и деревня Александровка в село Вышняя Озёрна; деревня Абельяновка и деревня Кукуевка в деревню деревня Кукуевка; село Защитное, хутор Пролетарский, хутор Почтовый и хутор Больничный в село Защитное; село Нижняя Озёрна и хутор Басовский в село Нижняя Озёрна; хутор Весёлый и хутор Белый Колодезь в посёлок Белый колодезь; деревня Коляжная и деревня Набережная в деревню Набережная; деревня Любовка и деревня Быковка в деревню Быковка.
В июне 1969 года из учётных записей был исключён фактически переставший существовать хутор Садовый Защитенского сельсовета.
В апреле 1978 года были исключены из учётных записей фактически переставшие существовать хутор Липовец и посёлок Большой Лог Защитенского сельсовета.
26 января 1987 года из учётных документов был исключён посёлок Галичи Защитенского сельсовета, фактически переставший существовать.
Защитенский сельсовет получил статус сельского поселения в соответствии с законом Курской области №48-ЗКО «О муниципальных образованиях Курской области» от 14 октября 2004 года. 

## Транспорт
По территории Защитенского сельсовета через хутор Мещерские дворы проходит трасса А144 (E 38). Остальные населённые пункты Защитенского сельсовета связаны с трассой А144, а также с Титовским, Мелехинским, Крутовским и Охочевским сельсоветами автомобильными дорогами с твёрдым покрытием. Осуществляется пригородное автобусное сообщение с городом Щигры.

## Население
| 2002 | 2010 | 2012 | 2013 | 2014 | 2015 | 2016 |
| ---- | ---- | ---- | ---- | ---- | ---- | ---- |
| 766  | ↘631 | ↘603 | ↘566 | ↘547 | ↘529 | ↘512 |
| 2017 | 2018 | 2019 | 2020 | 2021 |      |      |
| ↘510 | ↗513 | ↘500 | ↘490 | ↘472 |      |      |

## Состав сельского поселения
| №  | Населённый пункт | Тип населённого пункта       | Население |
| -- | ---------------- | ---------------------------- | --------- |
| 1  | Белый Колодезь   | посёлок                      | ↗14       |
| 2  | Бугровка         | деревня                      | ↘0        |
| 3  | Быковка          | деревня                      | ↘33       |
| 4  | Васильково       | деревня                      | ↘39       |
| 5  | Вышняя Озерна    | село                         | ↘64       |
| 6  | Защитное         | село, административный центр | ↘206      |
| 7  | Кукуевка         | деревня                      | ↘12       |
| 8  | Мещерские Дворы  | хутор                        | ↘57       |
| 9  | Набережная       | деревня                      | ↘1        |
| 10 | Нижняя Озерна    | село                         | ↘205      |